# Paul Weller
Paul Weller (właśc. John William Weller) (ur. 25 maja 1958 w Sheerwater, w pobliżu Woking, w hrabstwie Surrey) – brytyjski muzyk, piosenkarz i autor tekstów. Założyciel i lider dwóch zespołów muzycznych: The Jam i The Style Council.
W latach 1972-1982 grał w zespole The Jam. Zespół ten był jednym z ważniejszych przedstawicieli nurtu mod revival, a Paul Weller stał się dla młodych ludzi ojcem chrzestnym tego gatunku. W środowiskach modsowych wciąż cieszy się on wielką estymą.
Po rozpadzie The Jam Weller założył razem z Mickiem Tallbotem zespół The Style Council. Zespół nigdy nie osiągnął takiej popularności jak The Jam, mimo to również Style Council odniosło międzynarodowy sukces. Świadczyć o tym może występ na Live Aid czy koncert który grupa zagrała w roku 1985 w Warszawie. Film nakręcony podczas tego wyjazdu został użyty w teledysku do piosenki "Walls Come Tumbling Down". W roku 1989 Style Council zostało rozwiązane, a Paul Weller zajął się solową karierą.

## Dyskografia

### Albumy studyjne
| Album Tytuł        | Najwyższa Pozycja w UK | Rok wydania |
| ------------------ | ---------------------- | ----------- |
| Paul Weller        | 8                      | 1992        |
| Wild Wood          | 2                      | 1993        |
| Stanley Road       | 1                      | 1995        |
| Heavy Soul         | 2                      | 1997        |
| Heliocentric       | 2                      | 2000        |
| Illumination       | 1                      | 2002        |
| Studio 150         | 2                      | 2004        |
| As Is Now          | 4                      | 2005        |
| 22 Dreams          | 1                      | 2008        |
| Wake Up the Nation | 2                      | 2010        |
| Sonik Kicks        | 1                      | 2012        |
| Saturns Pattern    |                        | 2015        |
| A Kind Revolution  |                        | 2017        |
| True Meanings      |                        | 2018        |
| On Sunset          |                        | 2020        |
| Fat Pop, Vol.1     |                        | 2020        |

### Albumy koncertowe
| Album Tytuł                   | Najwyższa Pozycja w UK | Rok wydania |
| ----------------------------- | ---------------------- | ----------- |
| Live Wood                     | 13                     | 1994        |
| Days of Speed                 | 3                      | 2001        |
| Catch-Flame!                  | 17                     | 2006        |
| Live at the Royal Albert Hall | 116                    | 2008        |

### Kompilacje
| Album Tytuł                                                                                  | Najwyższa Pozycja w UK | Rok wydania |
| -------------------------------------------------------------------------------------------- | ---------------------- | ----------- |
| Modern Classics – The Greatest Hits                                                          | 7                      | 1998        |
| Fly on the Wall (Rarities and B-sides)                                                       | 22                     | 2003        |
| Hit Parade (zawiera utwory nagrane przez The Jam oraz The Style Council, oraz utwory solowe) | 7                      | 2006        |
| Weller at the BBC Kolekcja nagrań studyjnych i koncertowych BBC, 1990-2008                   | 32                     | 2008        |

### EPki
| EP Tytuł | Najwyższa Pozycja w UK | Rok wydania   |
| --- | ---------------------- | ------------- |
| "The Weaver" (EP) The Weaver / This is No Time Another New Day / Ohio                                       | 18                     | listopad 1993 |
| "As Is Now" (EP) Blink and You'll Miss It / From the Floorboards Up Here's the Good News / Come On/Let's Go | –                      | luty 2006     |

## Single
| Singiel Tytuł                                                | Najwyższa Pozycja w UK | Najlepszy miesiąc | Album                               |
| ------------------------------------------------------------ | ---------------------- | ----------------- | ----------------------------------- |
| "Into Tomorrow" (The Paul Weller Movement)                   | #36                    | maj 1991          | Paul Weller                         |
| "Uh Huh, Oh Yeh"                                             | #18                    | sierpień 1992     | Paul Weller                         |
| "Above the Clouds"                                           | #47                    | październik       | Paul Weller                         |
| "Sunflower"                                                  | #16                    | lipiec 1993       | Wild Wood                           |
| "Wild Wood"                                                  | #14                    | wrzesień 1993     | Wild Wood                           |
| "Hung Up"                                                    | #11                    | kwiecień 1994     | Wild Wood                           |
| "Out of the Sinking"                                         | #20                    | listopad 1994     | Stanley Road                        |
| "The Changingman"                                            | #7                     | maj 1995          | Stanley Road                        |
| "You Do Something to Me"                                     | #9                     | lipiec 1995       | Stanley Road                        |
| "Broken Stones"                                              | #20                    | wrzesień 1995     | Stanley Road                        |
| "Out of the Sinking" (re-recording)                          | #16                    | marzec 1996       | –                                   |
| "Peacock Suit"                                               | #5                     | sierpień 1996     | Heavy Soul                          |
| "Brushed"                                                    | #14                    | sierpień 1997     | Heavy Soul                          |
| "Friday Street"                                              | #21                    | październik 1997  | Heavy Soul                          |
| "Mermaids"                                                   | #30                    | grudzień 1997     | Heavy Soul                          |
| "Brand New Start"                                            | #16                    | listopad 1998     | Modern Classics - The Greatest Hits |
| "Wild Wood" (re-wydanie)                                     | #22                    | styczeń 1999      | –                                   |
| "He's the Keeper"                                            | –                      | kwiecień 2000     | Heliocentric                        |
| "Sweet Pea, My Sweet Pea"                                    | #44                    | wrzesień 2000     | Heliocentric                        |
| "Brother to Brother" (Terry Callier & Paul Weller)           | #81                    | marzec 2002       | –                                   |
| "It's Written in the Stars"                                  | #7                     | wrzesień 2002     | Illumination                        |
| "Leafy Mysteries"                                            | #23                    | listopad 2002     | Illumination                        |
| "The Bottle"                                                 | #13                    | czerwiec 2004     | Studio 150                          |
| "Wishing on a Star"                                          | #11                    | wrzesień 2004     | Studio 150                          |
| "Thinking of You"                                            | #18                    | listopad 2004     | Studio 150                          |
| "Early Morning Rain" / "Come Together"                       | #40                    | marzec 2005       | Studio 150                          |
| "From the Floorboards Up"                                    | #6                     | July 2005         | As Is Now                           |
| "Come On/Let's Go"                                           | #15                    | październik 2005  | As Is Now                           |
| "Here's the Good News"                                       | #21                    | grudzień 2005     | As Is Now                           |
| "Wild Blue Yonder"                                           | #22                    | listopad 2006     | –                                   |
| "This Old Town" (Graham Coxon & Paul Weller)                 | #39                    | lipiec 2007       | –                                   |
| "Are You Trying to Be Lonely?" (Andy Lewis with Paul Weller) | #31                    | wrzesień 2007     | –                                   |
| "Why" (Gabrielle feat. Paul Weller)                          | #42                    | grudzień 2007     | –                                   |
| "Have You Made Up Your Mind" / "Echoes Round the Sun"        | #19                    | czerwiec 2008     | 22 Dreams                           |
| "All I Wanna Do (Is Be With You)" / "Push It Along"          | #28                    | sierpień 2008     | 22 Dreams                           |
| "Sea Spray" / "22 Dreams"                                    | #59                    | listopad 2008     | 22 Dreams                           |
| "7&3 is the Striker's Name" (tylko w Internecie)             | –                      | grudzień 2009     | Wake Up the Nation                  |
| "Wake Up the Nation" / "No Tears to Cry"                     | #26                    | kwiecień 2010     | Wake Up the Nation                  |
| "Find the Torch, Burn the Plans"                             | #68                    | czerwiec 2010     | Wake Up the Nation                  |

## Wideografia
- Live at Brixton Academy (1991)
- Highlights and Hang Ups (1994)
- Live Wood (1994)
- Live at the Royal Albert Hall (2000)
- Live in Hyde Park (2002)
- Paul Weller – Later... With Jools Holland (2002)
- Two Classic Performances (2003)
(zestaw Live in Hyde Park i Paul Weller – Later... With Jools Holland)
- Live at Braehead (2003)
- Modern Classics on Film: '90-'01 (2004)
- Studio 150 (2004)
- As is Now (2006)
- Hit Parade (2006)
- Into Tomorrow (2007)
- Weller at the BBC (2008)
- Just a Dream – 22 Dreams Live (2009)